# تشارلز إي. ميلر
تشارلز إي. ميلر (بالإنجليزية: Charles E. Miller)‏ هو سياسي أمريكي، ولد في 1903، وتوفي في 9 يوليو 1979.